# Oncieu
Oncieu är en kommun i departementet Ain i regionen Auvergne-Rhône-Alpes i östra Frankrike. Kommunen ligger  i kantonen Saint-Rambert-en-Bugey som ligger i arrondissementet Belley. Kommunens areal är 7,76 km². År 2022 hade Oncieu 72 invånare.

## Befolkningsutveckling
Antalet invånare i kommunen Oncieu
Referens: INSEE